# Jezernica, Dobrla vas
Jezernica (nemško Seebach) je naselje v Občini Dobrla vas v Okraju Velikovec na Koroškem v Avstriji.